# Nati Meir
Pour les articles homonymes, voir Meir.
Nati Meir est un homme d'affaires et homme politique israélo-roumain, né à Afoula, en Israël le 23 mai 1955. Il a été membre de la chambre des députés de Roumanie entre 2004 et 2008 pour le Parti de la Grande Roumanie.